# Wang Yue
Ne pas confondre avec la judokate Wang Yue
Dans ce nom, le nom de famille, Wang, précède le nom personnel.
Wang Yue (mandarin : 王玥, pinyin : Wáng Yuè) est un joueur d'échecs chinois né le 31 mars 1987. Grand maître international depuis 2004, il a remporté deux fois le championnat de Chine (en 2005 et 2013).
Au 1er juin 2019, il est le septième joueur chinois et le 41e joueur mondial avec un classement Elo de 2 694 points.

## Carrière

### Champion de Chine
En 1999, Wang Yue fut champion du monde des moins de 12 ans. En 2005, il remporte son premier titre de champion de Chine.

### Tournois internationaux
En 2007, il remporte l'Open de Cappelle-la-Grande.
De mars à octobre 2008, Wang Yue réalisa une série de 85 parties sans défaite, approchant les records de Mikhaïl Tal (86 et 93 parties dans les années 1970). Il finit 1er-3e du tournoi open de Reykjavik.
En 2008, Wang Yue réalise une série de 82 parties sans défaites,.
En mars 2008, Wang Yue finit premier de l'Open de Reykjavik, ex æquo avec Hannes Stefansson et Wang Hao avec une série de huit partie sans défaite. En mai 2008, Wang Yue fut invaincu pendant treize parties et remporte le grand prix FIDE de Bakou, ex æquo avec Vugar Gashimov et Magnus Carlsen. En août 2008, il finit troisième du grand prix FIDE de Sotchi et seul joueur invaincu du tournoi. Sa série de 82 parties sans défaite se termina lors de la première ronde du grand prix FIDE d'Elista en décembre 2008 où il finit à la 5e-9e place avec la moitié des points. Grâce à ces trois résultats, il finit cinquième du classement général du Grand Prix FIDE 2008-2010.
En 2009, il fut invité au tournoi de Wijk aan Zee 2009 (6 points sur 13), au tournoi de Linares (4,5 points sur 10), au tournoi d'échecs de Nankin (4,5 / 10) et au tournoi d'échecs de Sofia (4,5 / 10).

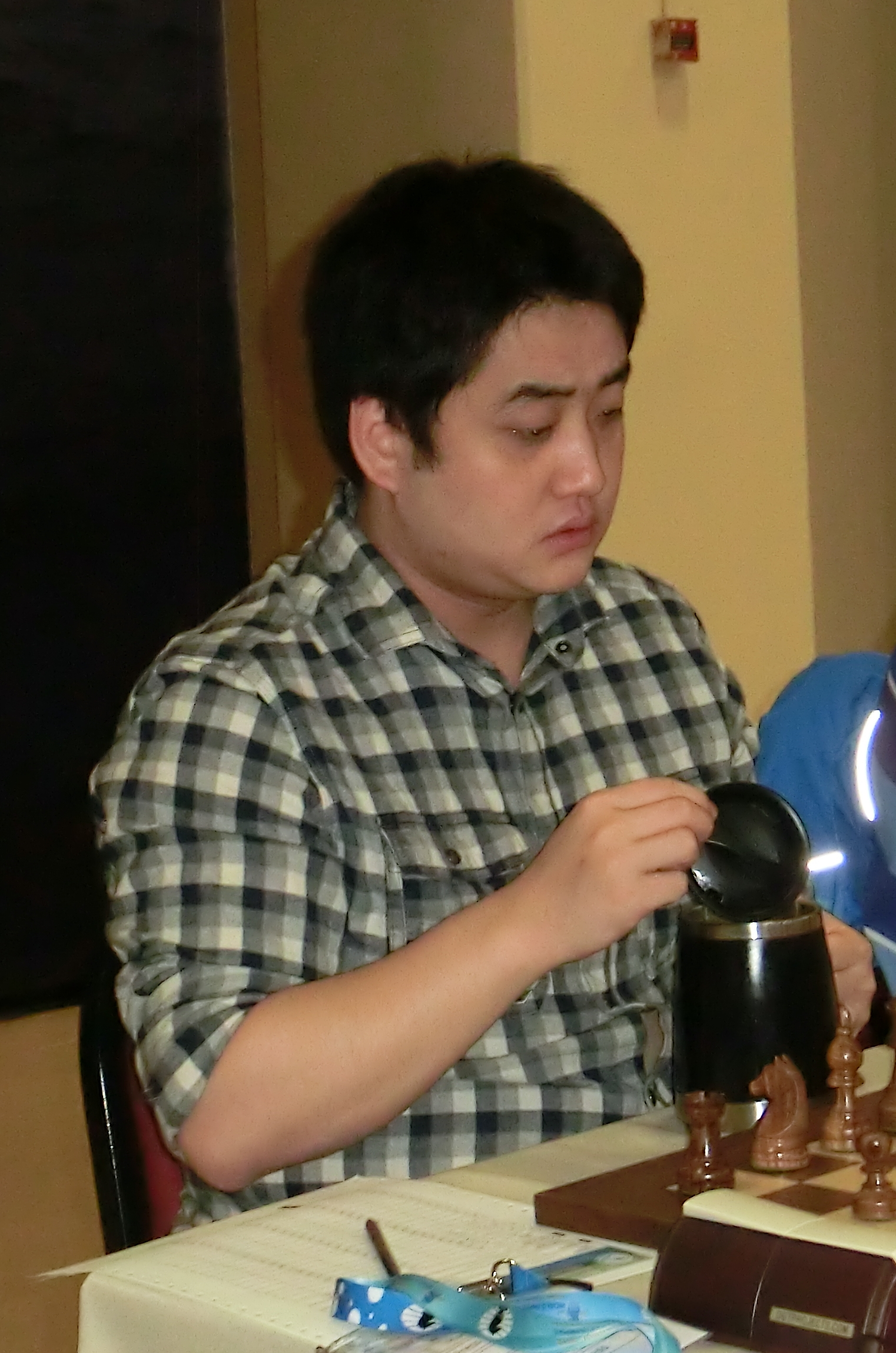
Wang Yue en 2012

Au 1er mars 2011, il est le 14e joueur mondial avec un classement Elo de 2 734 points. Il gagne le tournoi de Hastings 2011-2012 puis son deuxième titre de champion de Chine en 2013.
En 2015, il remporte le tournoi d'échecs de Danzhou avec 7 points sur 9. En 2017, il finit 5e-8e du tournoi d'échecs de Dortmund avec 3 points sur 7.

### Compétitions par équipe
Wang Yue participa à sa première olympiade d'échecs en 2004, à dix-sept ans et marque 8 points sur 12 comme premier remplaçant de l'équipe chinoise.
En 2006, il jouait au quatrième échiquier de la Chine et marqua 8 points sur 12 (+8 =4) et réalisa une performance de 2 837 à l'Olympiade d'échecs de 2006, ce qui était alors sa deuxième meilleure performance Elo. Grâce à ce résultat, il reçut la médaille d'or individuelle au quatrième échiquier et la Chine finit deuxième de l'olympiade (médaille d'argent par équipe).
En janvier 2008, la Chine remporta le championnat d'Asie par équipe avec Wang Yue au premier échiquier,  puis il joua au premier échiquier chinois lors de l'olympiade d'échecs de 2008 et marqua 6,5 points sur 10.
En 2014, la Chine remporte l'olympiade avec Wang Yue au premier échiqier.
En octobre 2015, il remporte la Coupe d'Europe des clubs d'échecs avec le club Siberia de Novossibirsk.

### Coupes du monde
Wang Yue a participé à quatre coupes du monde de 2005 à 2011.
| Année | Lieu            | Résultat                            | Ultime adversaire | Adversaires battus                               |
| ----- | --------------- | ----------------------------------- | ----------------- | ------------------------------------------------ |
| 2005  | Khanty-Mansiïsk | deuxième tour                       | Ilya Smirin       | Karen Asrian                                     |
| 2007  | Khanty-Mansiïsk | quatrième tour (huitième de finale) | Ivan Chéparinov   | Alekseï Pridorojny, Sergei Tiviakov, Bu Xiangzhi |
| 2009  | Khanty-Mansiïsk | troisième tour                      | Étienne Bacrot    | Nikolaï Kabanov, Boris Savtchenko                |
| 2011  | Khanty-Mansiïsk | premier tour                        | Alexandr Fier     |                                                  |